# Vito Chimenti
Vito Chimenti (Bari, 9 dicembre 1953 – Pomarico, 29 gennaio 2023) è stato un calciatore italiano, di ruolo attaccante.

## Biografia
Era il fratello minore di Donato e di Francesco Chimenti, anch'egli attaccante, e zio di Antonio Chimenti, ex portiere.
Muore il 29 gennaio 2023 all'età di 69 anni, colpito da un malore prima della gara di Eccellenza lucana tra Pomarico e Real Senise, poi rinviata.

## Caratteristiche tecniche

### Giocatore
Di corporatura tozza ma agile, fu un attaccante affidabile e dalla buona media realizzativa. Durante l'attività agonistica è divenuto celebre per aver utilizzato spesso un particolare modo di alzarsi e portare avanti il pallone, chiamato bicicletta: è infatti ricordato come il "bomber della bicicletta".

## Carriera

### Giocatore

Chimenti (accosciato, primo da sinistra) nel Palermo sceso in campo nella finale di Coppa Italia 1978-1979

La sua carriera di calciatore, nel ruolo di attaccante, si svolge prevalentemente in Serie B e in Serie C, con tre stagioni disputate in Serie A (77 presenze e 13 reti complessive nella massima serie).
Ha vestito la maglia dell'Avis Edilsport Altamura, passando poi al Matera dove ha giocato il suo primo campionato di Serie C nella stagione 1972-1973. Dopo una breve parentesi con la Lazio, torna in Serie C prima con il Lecco, poi con la Salernitana e ancora con il Matera.
Nella stagione 1977-1978 passa al Palermo in Serie B, dove gioca due stagioni ad alto livello con 29 reti complessive. I risultati con la squadra rosanero sono un sesto posto, un settimo posto e sconfitta nella finale di Coppa Italia 1978-1979, quando con un suo gol al primo minuto di gioco il Palermo passa in vantaggio perdendo poi la partita contro la Juventus; Chimenti in quell'incontro esce durante l'intervallo a causa di un infortunio a un ginocchio procuratogli da uno scontro di gioco con Antonio Cabrini.
Esordisce in Serie A il 16 settembre 1979 una volta passato al Catanzaro, con cui segnerà una sola volta in campionato. Successivamente passa sempre in massima serie alla Pistoiese, dove nella stagione 1980-1981 realizza 9 reti che non evitano ai toscani l'ultimo posto in classifica ma valgono a Chimenti il titolo di miglior cannoniere della Pistoiese in Serie A, essendo stata quella stagione l'unica del sodalizio arancione nella massima serie.
Nell'estate 1981 passa all'Avellino, dove segna 3 reti. Sceglie quindi di scendere di categoria nelle file del Taranto dapprima in Serie C1, dove è capocannoniere del torneo nella stagione 1982-1983 con 13 reti, e successivamente in Serie B, dove resta fino al 1985, quando subisce una squalifica di 5 anni per il caso Padova e termina l'attività agonistica.

### Allenatore
Vito Chimenti è stato sia allenatore in seconda che allenatore del Matera. Ha lavorato anche nello staff tecnico del Messina, del Lanciano, della Virtus Casarano, del Rimini e del Foggia. La carriera da allenatore comincia nella stagione 1991-92, quando all'inizio del girone di ritorno subentra a Ernesto Rago sulla panchina dell'Avigliano, squadra militante nel girone I del Campionato Interregionale. Con un gran recupero nel corso del girone di ritorno l'Avigliano conquista la salvezza, tuttavia nella stagione successiva Chimenti lascia la panchina della squadra lucana, sostituito da Gaetano Montenegro, che con Chimenti aveva formato la coppia di attacco nel Palermo nel campionato di serie B del 1978-79.
Nel novembre 2009 diventa vice di Gianluca Grassadonia alla guida della Salernitana, quindi successivamente diviene collaboratore tecnico della stessa. Nel 2011 torna al Messina dove ricopre il ruolo di collaboratore tecnico.
Nel 2020 entra a far parte della Consulta d’indirizzo del Palermo, in rappresentanza dei tifosi. Con lui anche il dottor Leonardo Guarnotta, come esponente dell'amministrazione comunale, e l'avvocato Santi Magazzù come esponente della società rosanero.
Nel 2021 entra nello staff tecnico del Pomarico, Eccellenza Basilicata, come tecnico della formazione Under-19. Nella stagione successiva viene confermato nel ruolo, aggiungendo il compito di preparatore dei portieri, fino alla sua scomparsa.

## Palmarès

### Giocatore

Chimenti in gol con la maglia del Matera

- Campionato italiano Serie D: 1

Matera: 1975-1976 (girone H)